# Список дипломатических миссий Катара
Список дипломатических миссий Катара — ставший независимым в 1971 году бывший британский протекторат Катар, одно из богатых, нефтедобывающих государств Персидского залива, обладает широкой сетью дипломатических представительств по всему миру.

## Европа
- Австрия, Вена (посольство)
- Азербайджан, Баку (посольство)
- Бельгия, Брюссель (посольство)
- Босния и Герцеговина, Сараево (посольство)
- Кипр, Никосия (посольство)
- Франция, Париж (посольство)
- Германия, Берлин (посольство)
- Греция, Афины (посольство)
- Венгрия, Будапешт (посольство)
- Италия, Рим (посольство)
- Нидерланды, Гаага (посольство)
- Польша, Варшава (посольство)
- Румыния, Бухарест (посольство)
- Россия, Москва (посольство)
- Испания, Мадрид (посольство)
- Великобритания, Лондон (посольство)
- Украина, Киев (посольство)
- Молдова, Кишинёв (посольство)

## Америка
- Бразилия, Бразилиа (посольство)
- Канада, Оттава (посольство)
- Коста-Рика, Сан-Хосе (посольство)
- Куба, Гавана (посольство)
- Доминиканская республика, Санто-Доминго (посольство)
- Сальвадор, Эль-Сальвадор (посольство)
- США, Вашингтон (посольство)
  - Хьюстон (генеральное консульство)
  - Нью-Йорк (генеральное консульство)
- Уругвай, Монтевидео (посольство)
- Венесуэла, Каракас (посольство)

## Ближний и Средний Восток
- Бахрейн, Манама (посольство)
- Иран, Тегеран (посольство)
- Иордания, Амман (посольство)
- Кувейт, Эль-Кувейт (посольство)
- Ливан, Бейрут (посольство)
- Оман, Маскат (посольство)
- Саудовская Аравия, Эр-Рияд (посольство)
  - Джидда (генеральное консульство)
- Сирия, Дамаск (посольство)
- Турция, Анкара (посольство)
  - Стамбул (генеральное консульство)
- ОАЭ, Абу-Даби (посольство)
  - Дубай (генеральное консульство)
- Йемен, Сана (посольство)

## Африка
- Алжир, Эль-Джазаир (посольство)
- Джибути, Джибути (посольство)
- Египет, Каир (посольство)
- Эритрея, Асмара (посольство)
- Ливия, Триполи (посольство)
- Мавритания, Нуакшот (посольство)
- Марокко, Рабат (посольство)
- Сенегал, Дакар (посольство)
- ЮАР, Претория (посольство)
- Судан, Хартум (посольство)
- Тунис, Тунис (посольство)

## Азия
- Бангладеш, Дакка (посольство)
- Бруней, Бандар-Сери-Бегаван (посольство)
- Китай, Пекин (посольство)
- Индия, Нью-Дели (посольство)
  - Мумбай (генеральное консульство)
- Индонезия, Джакарта (посольство)
- Япония, Токио (посольство)
- Казахстан, Астана (посольство)
- Южная Корея, Сеул (посольство)
- Малайзия, Куала-Лумпур (посольство)
- Пакистан, Исламабад (посольство)
  - Карачи (генеральное консульство)
- Филиппины, Манила (посольство)
- Сингапур (посольство)
- Шри-Ланка, Коломбо (посольство)
- Таиланд, Бангкок (посольство)
- Вьетнам, Ханой (посольство)
- Туркменистан, Ашхабад (посольство)

## Международные организации
- - Брюссель (постоянная миссия при ЕС)
  - Каир (постоянная миссия при ЛАГ)
  - Женева (постоянная миссия при ООН)
  - Нью-Йорк (постоянная миссия при ООН)